# Rhabdotenes anthracobathra
Rhabdotenes anthracobathra är en fjärilsart som beskrevs av Edward Meyrick 1938. Rhabdotenes anthracobathra ingår i släktet Rhabdotenes och familjen vecklare. Inga underarter finns listade i Catalogue of Life.